# Цілинна балка (Новопетрівська сільська рада)
Цілинна балка — ентомологічний заказник місцевого значення в Україні. Розташований на території Великобілозерського району Запорізької області, в межах земель Новопетрівської сільської ради.
Площа — 2 га, статус отриманий у 1984 році.